# Дьялонке
Дьялонке (ялонке, диалонке, ялунга) — язык народа ялунка, проживающего в Западной Африке. Относится к языкам манде нигеро-конголезской макросемьи. Общее число носителей — 104,5 тыс. чел, из них: 55 тыс. чел — в Гвинее (2002), 30 тыс. чел — в Сьерра-Леоне (2002), 10 тыс. чел — в Сенегале (2007) и около 9 тыс. чел — в Мали (2002).
Наиболее близкородственный язык — сусу, однако он весьма слабо понимаем носителями. Выделяют ряд диалектов: фонтофа, сангалаа, санкаа, сулима, фириа, мусайа и др. Схожесть отдельных диалектов ялунка — 83 — 92 %.